# آستین مترو
آستین مترو (Austin Metro) خودرویی است که در سال‌های ۱۹۸۰ تا ۱۹۹۷ در بیرمنگام، انگلستان، تولید شده‌است. طراحی آن خودروهای موتور جلو-محور جلو بوده است.